# Rácz Sámuel
Rácz Sámuel (Pest, 1744. március 30. – Pest, 1807. február 24.) bölcseleti és orvosdoktor, egyetemi tanár. A magyar nyelvű orvosi oktatás úttörője.

## Életpályája
Református székely szülők gyermeke, később a jezsuiták áttérítették, és nevelték. 1772-ben már végzett orvos volt, s mint Az emberi élet általános ismeretét tanító könyvének előbeszédében (1802) írja: „Bécsben (ahol tanult és 1773-ben ugyanott nyert orvosdoktori oklevelet) számos betegek észlelésével és gyógyításával foglalkozék.” Majd Nagybányán, királyi kamarai és városi főorvosi hivatalt viselt 1777-ig. Mária Terézia királynő 1769 végén a Nagyszombati Egyetem három karához, a hittani, bölcseleti és jogtanihoz, majd az addig ott nem létező orvosi kart is hozzákapcsolta, azt tanárokkal ellátta és az egész egyetemet a Van Svieten ausztriai főorvos és birodalmi közoktatási miniszter által a bécsi és prágai egyetemekre behozott módszer szerinti vezetését elrendelte. Miután a jezsuita rendet 1773-ban feloszlatták, királyi egyetem cím alatt még négy évig Nagyszombatban, majd 1777-ben Budára a királyi palotába helyezték át. Ekkor az addigi öt tanárhoz Rácz Sámuelt rendkívüli tanárnak nevezték ki, amit ő 1794-ben kiadott Borbélyi tanításainak első darabjában így említ meg: „Legalább a borbélyokat a belső nyavalyáknak orvoslására közönségesen a budai Universitásban tanítani kezdette a könyvszerző 1777. eszt. nov. 1. napján. Ilyen tanítások ennek előtte Magyarországban sohasem voltak.” Ettől fogva szakadatlanul tevékenykedett az orvositudomány minden ágának magyar nyelven való tanítása meghonosításában, s egyes szakterületek alapítója is volt. 1780 szeptemberében a bonctan rendes tanára lett 1200 forint éves fizetéssel, de a gyakorlati orvostan tanítását sebészek számára 200 forint jutalomdíj mellett azontúl is végezte. Ezenkívül a katonai kórházban nyilvános leckéket tartott a betegágyaknál, s egyszersmind igen széles és sikeres orvosi gyakorlatot folytatott a fővárosban. 1786-tól 1792-ig bonctant, 1792-től 1807-ig élettant tanított; 1780–81-ben, 1785–86-ban, 1790–91-ben és 1796–97-ben dékán  volt, 1793-ban pedig az egyetem rektorává választották. A magyar, német, latin nyelven kívül jártas volt a görög és francia nyelvekben is. Mária Terézia királynő 1790 előtt koronás arany érdeméremmel, s nem tudni, mikor és ki, királyi tanácsosi címmel tisztelte meg. Ezenfelül Hont vármegye karai és rendei felvették táblabíráik sorába. Fiát 1797-ben a nógrádi felkelő nemes sereghez irányította, és saját költségén tartotta. Csokonai Vitéz Mihály versben üdvözölte.

## Művei
- Az emberi élet általános ismeretét tanító könyve. Buda, 1772 (2. kiadás uo. 1802)
- Dissertatio inaug. medica de sanitate conservanda. Vindobonae, 1773
- Orvosi oktatás, mellyben a leggyakrabb és legközönségesebb belső nyavalyáknak jelei és orvosságai röviden leiratnak. Buda, 1776 (2. kiadás, „mellyet az autor magáénak ismert, szaporított és megjobbított”. Az orvosságoknak magyar és deák lajstromával». Pozsony és Kassa, 1778. Ürményi Józsefnek, a magyar udvari kanczellária referendáriusának ajánlotta, mert az „teljes szívességgel javasolta felséges asszonyunknak, hogy ez a neme is behozatnék az orvosi tudománynak országunkba, melly a falusi borbélyokat oktatná a közönségesebb nyavalyáknak orvoslására”).
- Prolusio academica de utili et necessaria chirurgiae cum medicina conjunctione habita Budae die 1-ma Novembris 1779. Budae
- Orvosi tanítás, mellyet az ausztriai borbélyok számára 1776. eszt. német nyelven kiadott báró Störck Antal, mostan pedig magyarra fordított. Uo. 1778-80. Két kötet.
- A salétrom főzésnek legkönnyebb és legbizonyosabb módgya, mellyet 1778-ik eszt. a felséges cs. és kir. tárháznak költségén német nyelven kiadott Haeckel István. Magyarra ford. Uo. 1780 (2. kiadás Dugonics A. arcképével. Pest, 1783. 3. kiadás. Pest, 1786. Rajzzal)
- A borbélyságnak eleji, mellyeket németül és deákul kiadott Plenck József Jakab. Magyarra fordította, két képpel és némely hasznos czikkel szaporította. Buda és Pest, 1782
- Oratio ad sodales Marianos, quam comes Vincentius Szapáry, de Eadem, grammatices in tertium annum alumnus, dum Albo sodalitatis infeceretur, in suae erga sanctissimam matrem venerationis contestationem edi distribuique curavit die 17. Martii anno 1782 (Editio 3. Pestini, 1794)
- A skarlátos hidegnek leírása és orvoslása. Uo. 1784 (Benkő Sámuel műve magyarra fordítva)
- Compendiaria myologiae institutio. Uo. 1785
- 'Ιατρικαι παραινεσεις κ. τ. λ. Μεταϕρασϑεισαι εις την ημϖν βιαλεκτον παρα Ιεωργιου 'Ιοαννου Ζαβιρα. 1787
- Anmerkungen über den Füreder Sauerbrunn. Gesammelt und herausgegeben von Alexander Aratschy. Pest, 1787
- Beschreibung des Füreder Sauerbrunnens. Herausgegeben v. Alexander Arátschy. Uo. 1788
- A physiologiának rövid sommája, mellyet a magyar olvasóknak hasznokra kiadott. Uo. 1789 (Szerző arczk. Latinra Peterka József Sebestyén, fordította. Uo. 1810)
- Beszéd a nemes magyar nemzethez, hogy Magyarországban lehet s kell is a magyar nyelvet és a magyar tanításokat felállítani, és hogy az universitásnak Pest legjobb hely. Hely n. 1790
- A borbélyi tanításoknak első darabja. Az anatomiáról, physiologiáról, materia medicáról, chirurgiáról és bábaságról (Elöl a szerzőhöz intézett költemények: Ányos Pál, Földi János és Csokonaitól.) Második darabja. A törvényes orvosi tudományról és az orvosi politiziáról. (Elöl költemények: Kármán, Váradi Balassy Pál és R. S. tanítványaitól) Uo. 1794
- Orvosi praxis. Budae, 1801. Két rész (Störck Antal báró munkájának ford. Ism. Annalen der Österr. Literatur 1802. 36., 37. sz.).
- Notio generalis vitae corporis humani, quam in usum domesticae exercitationis edidit. Uo. 1801. Szerző arczk. (2. bőv. kiadás. Uo. 1802)
- Notio potentiarum incitantium quam qua supplementum ad suam vitae notionem edidit. Pesthini, 1805
- A' Szép Nem mind egészséges, mind beteges állapotjában az Orvosoknak, és Nem-orvosoknak számokra mellesleges óráji közt irta, és szerzette Rácz István (Pest, 1825)